# Estació de Monistrol Vila
Monistrol Vila és una estació del tren Cremallera de Montserrat de FGC situada al nord del nucli urbà de Monistrol de Montserrat a la comarca del Bages. L'actual estació es va inaugurar l'11 de juny de 2003 amb l'obertura del cremallera.
L'estació disposa de venda de bitllets i d'un gran aparcament gratuït per a 1000 cotxes i 70 autocars, que actua com aparcament dissuasiu del monestir de Montserrat. A més a l'edifici de l'antiga estació hi ha una exposició sobre el passat i el present del cremallera.

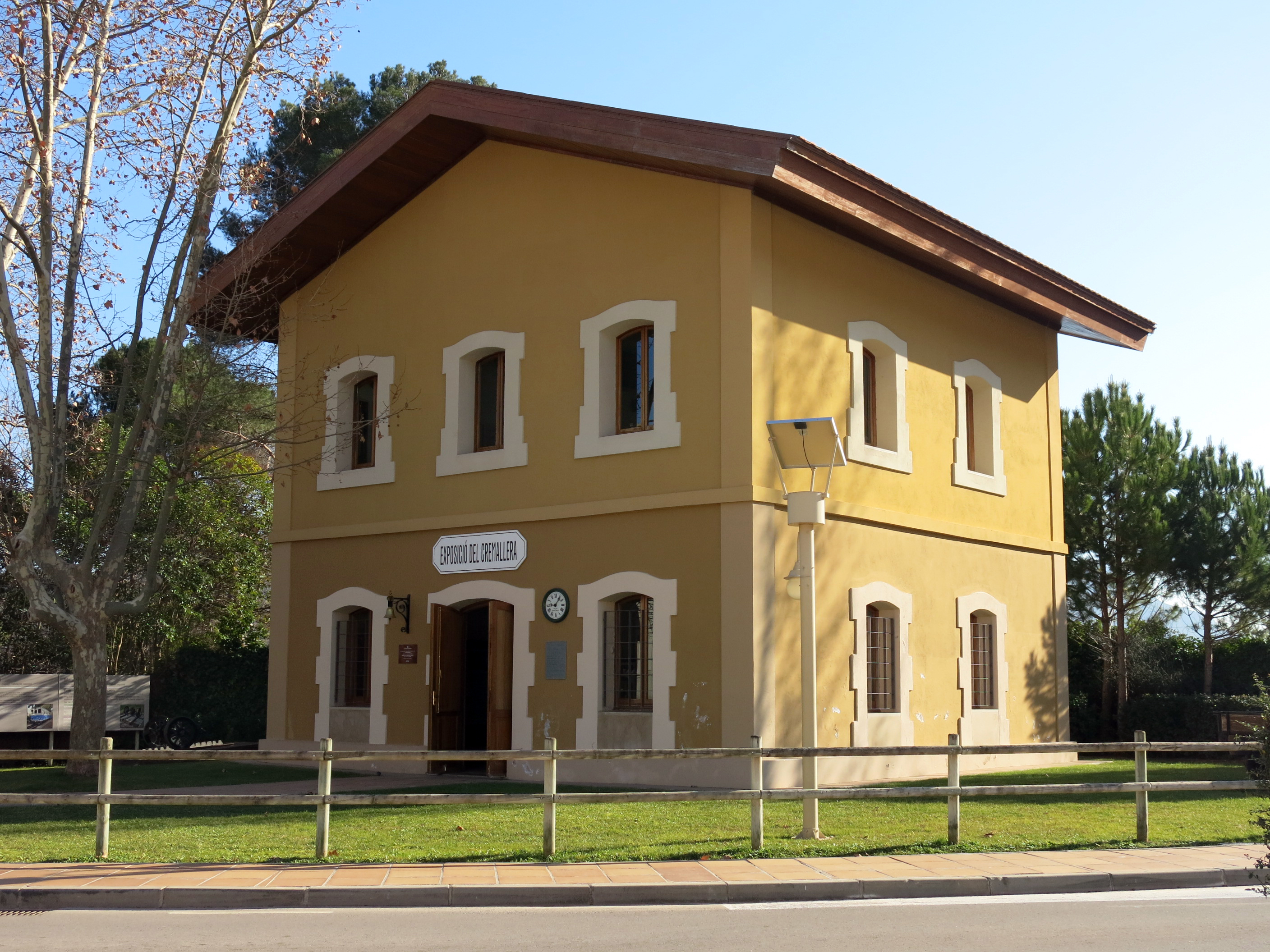
Antiga estació del cremallera

| Cremallera de Montserrat de FGC |                         |       |                     |                        |
| Procedència/Destinació          | <                       | Línia | >                   | Procedència/Destinació |
| Monistrol de Montserrat         | Monistrol de Montserrat |       | Montserrat-Monestir | Montserrat-Monestir    |